# 쌍용 코란도 스포츠
KGM 코란도 스포츠(KGM Korando Sports)는 코란도 픽업, 무쏘 스포츠, 액티언 스포츠에 이은 KGM의 4번째 픽업 트럭이다.

## 1세대(Q150)

### 코란도 스포츠(2012년1월~2018년1월)

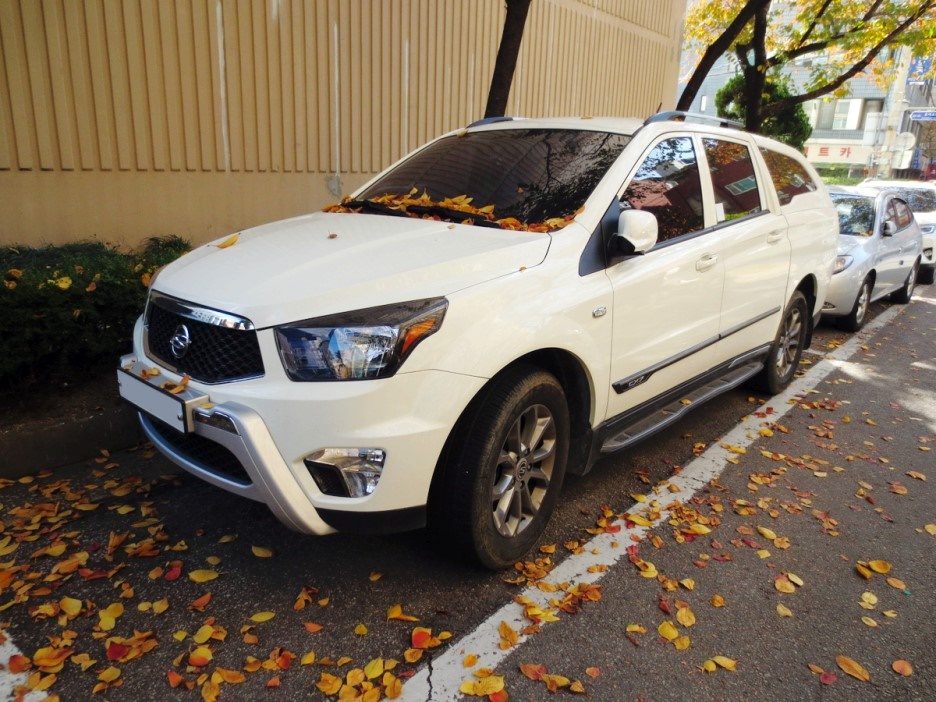
쌍용 코란도 스포츠 정측면

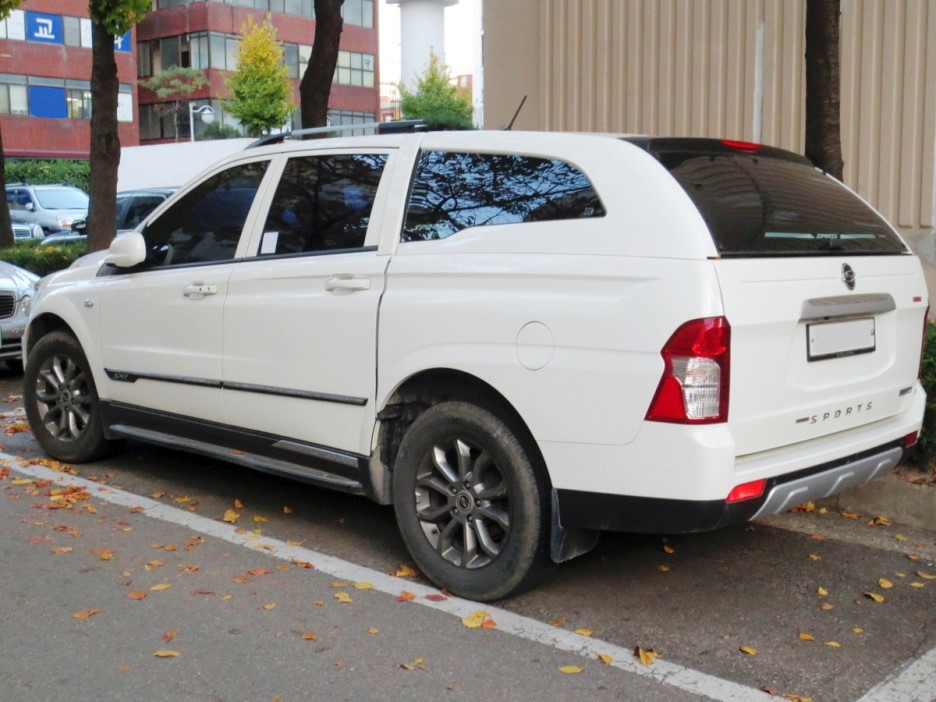
쌍용 코란도 스포츠 후측면

2011년 3월에 개최된 제네바 모터쇼에서 SUT-1라는 차명의 쇼 카가 공개되었고, 같은 해 9월에 개최된 프랑크푸르트 모터쇼에서 양산형이 공개되었다. 기존 액티언 스포츠의 페이스 리프트 차종에 불과하나, 코란도의 젊고, 스포티하며, 다이내믹한 이미지에 레저 생활에 최적화된 브랜드의 이미지를 더해 가장 효과적으로 전달하기 위하여 차명이 코란도 스포츠로 확정되었다. 대한민국과는 달리, 일부 국가에서는 여전히 액티언 스포츠로 팔린다. 대한민국산 픽업트럭 최초로 차량 자세 제어 장치(ESP)를 장착하였으며, 액티언 스포츠에서는 적용되지 않았던 아웃 슬라이딩 선 루프 외에 에코 크루즈 컨트롤 시스템, 오토 라이트 컨트롤, 블루투스 오디오 스트리밍 등이 적용되었다. 2012년 4월과 5월 쌍용자동차 국내 내수 시장 월간 전체 판매량의 절반을 넘을 정도로 인기를 누리고 있었다. 2012년 8월에는 6단 자동변속기만 적용되던 4륜구동에 6단 수동변속기도 추가되어 선택의 폭을 넓혔다. 현재 대한민국에서는 경쟁 차종이 없어 유일한 픽업 트럭으로 판매되고 있다. 2013년 5월에는 2014년형이 출시되어 열선 스티어링 휠, 러버 블레이드 와이퍼, 18인치 하이퍼 실버 휠 등이 신규 적용되었다. 2014년 1월부터 4륜구동 사양은 비트라제 6단 자동변속기에서 메르세데스-벤츠제 5단 자동변속기로 변경되었다. 2014년 7월에는 후륜구동 사양도 비트라제 6단 자동변속기에서 메르세데스-벤츠제 5단 자동변속기로 변경된 2015년형이 출시되었다. 또한 스마트 키 시스템과 루프랙 신규 적용, 인조 가죽 시트 기본 적용, 패션 데크랙과 18인치 알루미늄 휠의 디자인 변경 등이 이루어졌다. 2015년 1월에는 스티어링 휠의 디자인이 변경되었고, 타이어 공기압 경보 장치(TPMS)가 기본 적용되었다. 2016년 1월에 선보인 2016년형은 LED 주간 주행등과 레드 가죽 시트 패키지, 스마트폰 미러링이 가능한 7인치 디스플레이 최고급 오디오 등이 새롭게 적용되었다. 아울러 에어컨 송풍구와 각종 컨트롤 노브를 비롯한 실내 곳곳에 새로운 소재와 디자인이 적용되었다. 2016년 7월 4일에는 유로 6 기준을 충족시키는 2.2L 디젤 엔진과 아이신 6단 자동변속기로 변경되었다.
2018년 1월에 후속 차종인 렉스턴 스포츠가 출시되어 대한민국 내수에서 단종되었고, 수출용은 한동안 계속 생산하다가 렉스턴 스포츠가 해외 시장 판매를 시작함에 따라 단종되었다.
1세대 쌍용 액티언은 2010년을 마지막으로 대한민국 내수 시장에서 단종된 직후, 2013년에 코란도 스포츠의 전면부로 페이스리프트하여 2021년까지 수출용으로 판매했다.

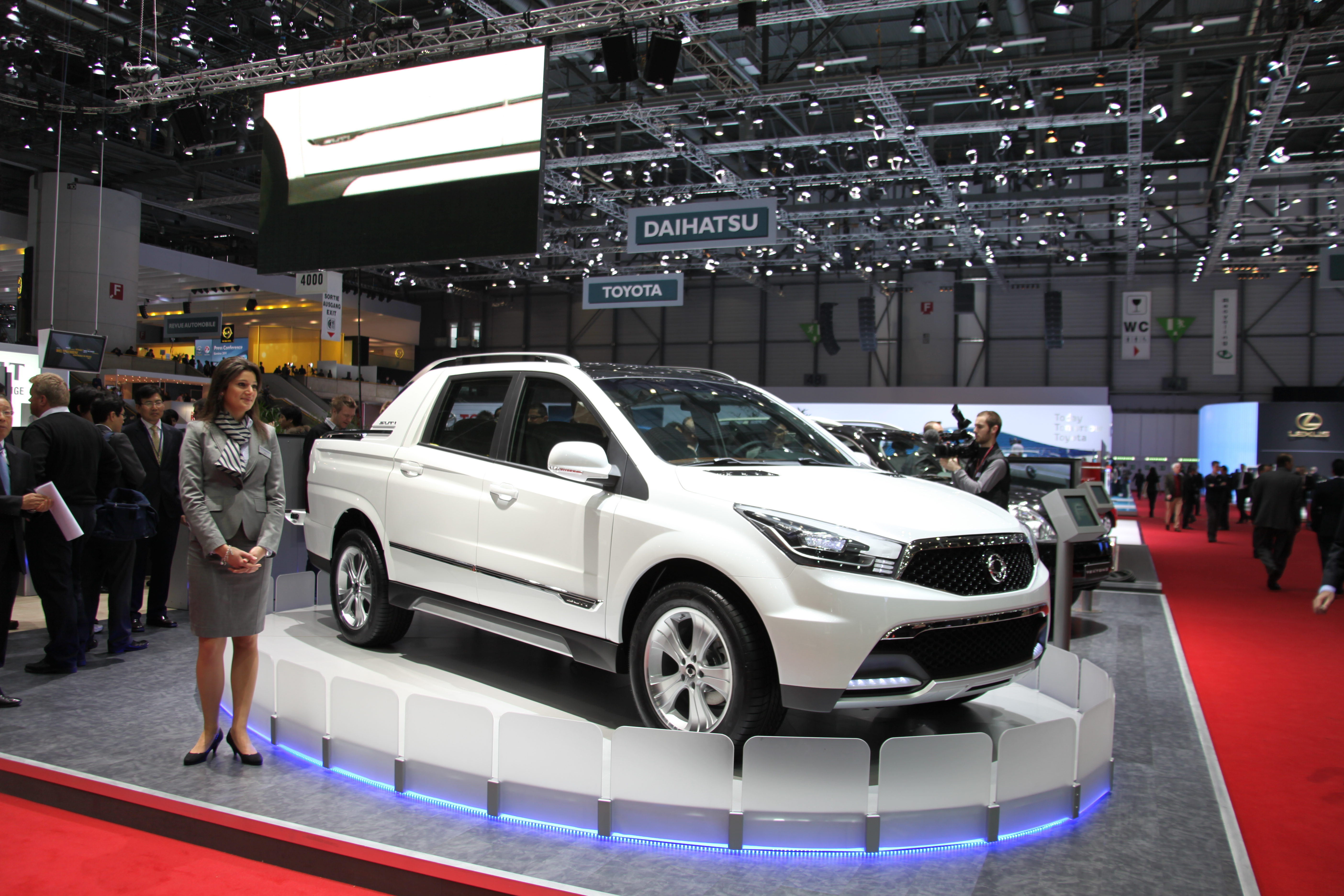
쌍용 SUT-1 쇼 카 정측면

| 구분                 | 2.0L e-XDi200 2WD | 2.0L e-XDi200 4WD | 2.2L e-XDi220 LET 2WD                                                           | 2.2L e-XDi220 LET 4WD                                                           |
| -------------------- | --- | --- | ------------------------------------------------------------------------------- | ------------------------------------------------------------------------------- |
| 전장 (mm)            | 4,990 | 4,990 | 4,990                                                                           | 4,990                                                                           |
| 전폭 (mm)            | 1,910 | 1,910 | 1,910                                                                           | 1,910                                                                           |
| 전고 (mm)            | 1,790 | 1,790 | 1,790                                                                           | 1,790                                                                           |
| 축거 (mm)            | 3,060 | 3,060 | 3,060                                                                           | 3,060                                                                           |
| 윤거 (전, mm)        | 1,570 | 1,570 | 1,570                                                                           | 1,570                                                                           |
| 윤거 (후, mm)        | 1,570 | 1,570 | 1,570                                                                           | 1,570                                                                           |
| 적재함 길이 (mm)     | 1,275 | 1,275 | 1,275                                                                           | 1,275                                                                           |
| 최대적재량 (kg)      | 400 | 400 | 400                                                                             | 400                                                                             |
| 승차 정원            | 5명 | 5명 | 5명                                                                             | 5명                                                                             |
| 변속기               | 현대 다이모스 수동 6단 비트라 자동 6단(이후 메르세데스-벤츠 자동 5단으로 변경)                                                                                                   | 현대 다이모스 수동 6단 비트라 자동 6단(이후 메르세데스-벤츠 자동 5단으로 변경)                                                                                         | 현대 다이모스 수동 6단 아이신 자동 6단                                          | 현대 다이모스 수동 6단 아이신 자동 6단                                          |
| 서스펜션 (전/후)     | 더블 위시본/5링크 코일 스프링 | 더블 위시본/5링크 코일 스프링 | 더블 위시본/5링크 코일 스프링                                                   | 더블 위시본/5링크 코일 스프링                                                   |
| 구동 형식            | 후륜 구동 | 4륜 구동 | 후륜 구동                                                                       | 4륜 구동                                                                        |
| 엔진 형식            | 671960 | 671960 | 672960                                                                          | 672960                                                                          |
| 연료                 | 디젤 | 디젤 | 디젤                                                                            | 디젤                                                                            |
| 기통수 / 배기량 (cc) | L4 / 1,998 | L4 / 1,998 | L4 / 2,157                                                                      | L4 / 2,157                                                                      |
| 최고 출력 (ps/rpm)   | 155/4,000 | 155/4,000 | 178/4,000                                                                       | 178/4,000                                                                       |
| 최대 토크 (kg*m/rpm) | 36.7/1,500~2,800 | 36.7/1,500~2,800 | 40.8/1,400~2,800                                                                | 40.8/1,400~2,800                                                                |
| 연비 (km/L)          | 15.6(수동 6단)/ 13.5(자동 6단) (이후 도심 12.7/고속 14.1/복합 13.3(수동 6단), 도심 10.8/고속 12.9/복합 11.6(자동 6단), 도심 10.8/고속 13.3/복합 11.8(자동 5단)로 변경)으로 변경) | 15.8(수동 6단)/ 12.8(자동 6단) (이후 도심 12.1/고속 13.7/복합 12.8(수동 6단), 도심 10.3/고속 12.5/복합 11.2(자동 6단), 도심 10.4/고속 12.8/복합 11.4(자동 5단)로 변경) | 도심 11.9/고속 14.2/복합 12.9(수동 6단) 도심 10.3/고속 13.1/복합 11.4(자동 6단) | 도심 11.5/고속 13.8/복합 12.5(수동 6단) 도심 10.0/고속 12.7/복합 11.1(자동 6단) |

## 각종 미디어에서의 등장

### 만화에서의 등장
- 그레이트 큐봇 - 스톰